# Moulin à vent Grenier
Ne doit pas être confondu avec Moulin à vent Antoine-Jetté.
Le Moulin à vent Grenier de Repentigny est l'un des 18 derniers moulins à vent du Québec au Canada. Il a été classé Monument historique en 1975.

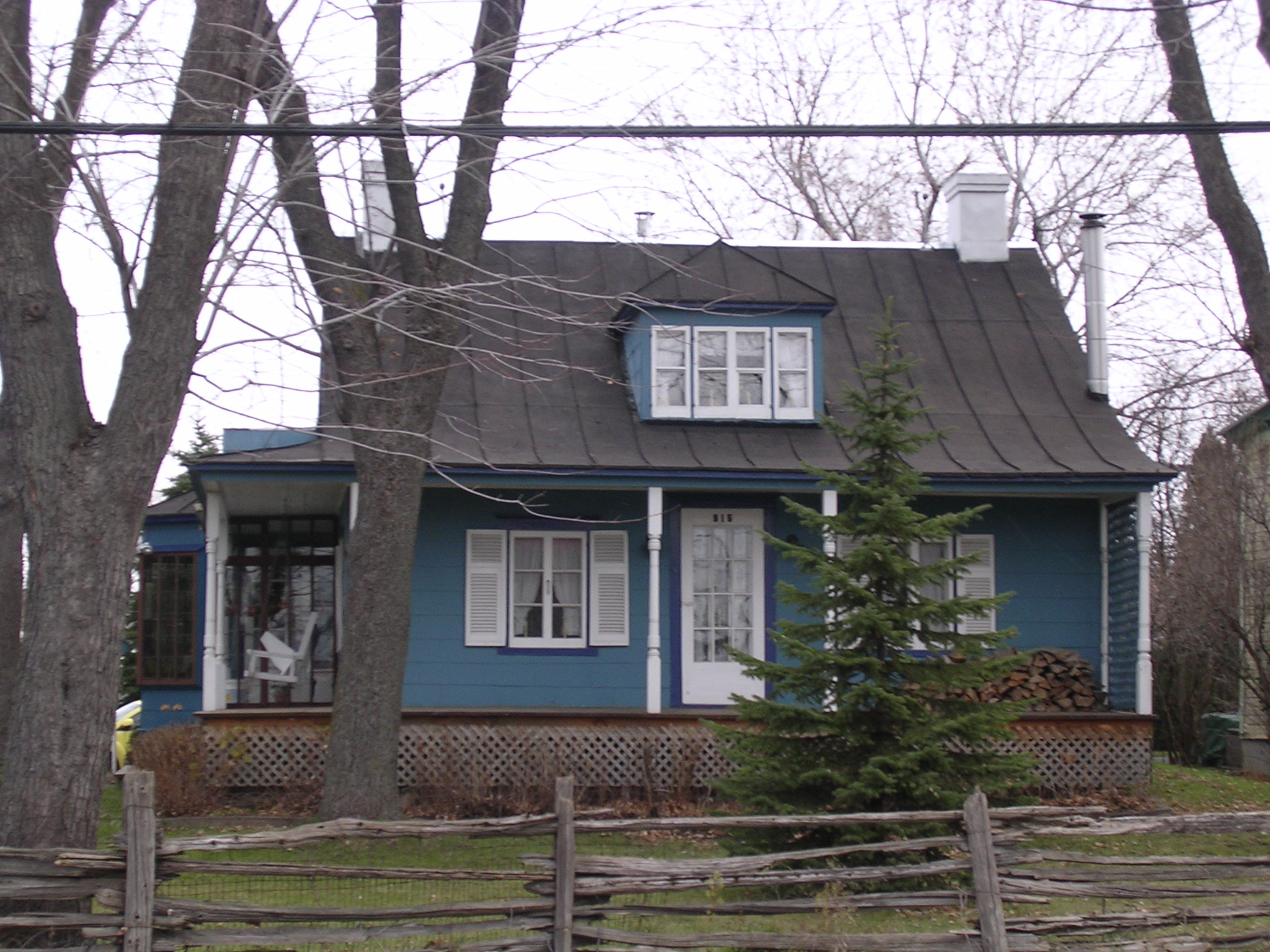
Maison du meunier (propriété privée), située en face du Moulin Grenier à Repentigny, en 2005

## Identification
- Nom du bâtiment : Moulin à vent Grenier
- Autre nom : Moulin à vent Lebeau
- Adresse civique : 912, rue Notre-Dame (Route 138 ou Chemin du Roy)
- Municipalité : Repentigny
- Propriété : Ville de Repentigny

## Construction
- Date de construction : 1820
- Nom du constructeur : François Fontaine
- Nom du propriétaire initial : François Grenier (et Joseph Noël)

## Chronologie
(août 2011).
- Évolution du bâtiment :
  - 1935 : restauration
  - 1961 : d'autres travaux
  - 2004 et 2005 : travaux de restauration (couverture, fenestration, ailes, mécanisme, pierre)
  - 2006 : Ouverture au public et mise en valeur
- Autres occupants ou propriétaires marquants :
  - 1826 : fils de François Grenier
  - 1931 : Barnabé Lebeau
  - 1961 : boutique d'artisanat
  - 1978 : Société historique de Repentigny
- Transformations majeures :

Le moulin à vent Grenier a été classé monument historique le 14 avril 1975.

## Mise en valeur
- Constat de mise en valeur :
- Site d'origine : Oui
- Constat sommaire d'intégrité :
- Responsable : Ville de Repentigny

### Webographie
- Lieux patrimoniaux du Canada : Moulin à vent Grenier
- Site du Répertoire du patrimoine culturel du Québec